# Kommerzielle Kommunikation
Kommerzielle Kommunikation ist ein Begriff aus dem früheren deutschen Telemediengesetz (TMG) und dem aktuellen Digitale-Dienste-Gesetz (DDG). Er definiert, was unter Werbung in Telemedien zu verstehen ist. Kommerzielle Kommunikation in den Telemedien unterliegt in Deutschland gesetzlichen Auflagen.

## Definition
Kommerzielle Kommunikation ist gemäß § 2 Nr. 5 des Telemediengesetz (TMG) jede Form der Kommunikation in Telemedien, die der direkten oder indirekten Förderung des Absatzes von Waren, Dienstleistungen oder des Erscheinungsbilds eines Unternehmens, einer sonstigen Organisation oder einer natürlichen Person dient, die eine Tätigkeit im Handel, Gewerbe oder Handwerk oder einen freien Beruf ausübt.
Keine „Kommerzielle Kommunikation“ ist hingegen die Übermittlung folgender Angaben:
(a) solche, die unmittelbaren Zugang zur Tätigkeit des Unternehmens oder der Organisation oder Person ermöglichen (wie z. B. Domain-Name oder E-Mail-Adresse) und
(b) Angaben in Bezug auf Waren und Dienstleistungen oder das Erscheinungsbild eines Unternehmens, einer Organisation oder Person, die unabhängig und insbesondere ohne Gegenleistung gemacht werden.

## Gesetzliche Auflagen
Kommerzielle Kommunikation ist Diensteanbieter in den Telemedien gemäß § 6 des Digitale-Dienste-Gesetzes unter besonderen Voraussetzungen gestattet:
1. Die kommerzielle Kommunikation muss als solche klar erkennbar sein,
2. der Auftraggeber der Kommerziellen Kommunikation muss klar erkennbar sein,
3. Angebote zur Verkaufsförderung müssen klar und deutlich sein,
4. Preisausschreiben und Gewinnspiele und deren Bedingungen müssen klar erkennbar und die leicht zugänglich sein und
5. elektronisch versandte Kommerzieller Kommunikation (z. B. per E-Mail) darf ihren kommerziellen Charakter nicht verschleiern.

## Abgrenzung zum Begriff Schleichwerbung
Der Begriff der „Kommerziellen Kommunikation“ wird oft fälschlich mit dem Begriff der Schleichwerbung (vgl. Staatsvertrages für Rundfunk und Telemedien (RStV), Gesetz gegen den unlauteren Wettbewerb (UWG)) gleichgesetzt.
„Kommerzielle Kommunikation“ ist jedoch keine Schleichwerbung, sondern lediglich ein gesetzlich definiter Begriff, der verdeutlicht, wann Kommunikation in Telemedien überhaupt als kommerziell, also als „werblich“ eingestuft werden muss.
Das Telemediengesetz gestattet Kommerzielle Kommunikation unter bestimmten Voraussetzungen. Schleichwerbung ist hingegen in Deutschland  gesetzlich verboten.
Stark vereinfacht dargestellt, ist Schleichwerbung getarnte Kommerzielle Kommunikation.

## Rechtlicher Ursprung des Begriffes
Das TMG ist in Bezug auf Kommerzielle Kommunikation eine Umsetzung der Richtlinie 2000/31/EG des Europäischen Parlaments und des Rates vom 8. Juni 2000 („Richtlinie über den elektronischen Geschäftsverkehr“). In Artikel 2 und 6 dieser Richtlinie werden die begriffliche Definition und die Voraussetzungen bzw. Pflichten bei Kommerzieller Kommunikation im elektronischen Geschäftsverkehr vorgegeben.

## Zukünftige Rechtsentwicklung
Mit der Richtlinie 2007/65/EG des Europäischen Parlaments und des Rates vom 11. Juni 2007 („Richtlinie audiovisuelle Mediendienste“) wird der Begriff auf sämtliche audio-visuelle Medien übertragen. Die Richtlinie ist bislang jedoch nicht in deutsches Recht umgesetzt.
Die Richtlinie audio-visuelle Mediendienste sieht erheblich weiterfassende Voraussetzungen für die Zulässigkeit von Kommerzieller Kommunikation in audiovisuellen Mediendiensten vor, als das DDG für Telemediendienste. So werden in der Richtlinie für audiovisuelle Mediendienste insbesondere Vorgaben für Kommerzielle Kommunikation zum Jugendschutz, zu Arznei-, Tabak- und Alkoholprodukten und zum Sponsoring geschaffen.